# Can Cuc de la Muntanya
Can Cuc de la Muntanya és una obra de Cànoves i Samalús (Vallès Oriental) inclosa a l'Inventari del Patrimoni Arquitectònic de Catalunya.

## Descripció
És un edifici aïllat de planta rectangular. Consta de tres crugies paral·leles, planta baixa, pis i, només a la crugia central, golfes. Està cobert amb teulada a dues aigües. La façana és asimètrica, en el centre hi ha el portal de grans dovelles rectangulars formant un arc de mig punt; la dovella central porta la data de 1711. Les finestres són de pedra, totes elles amb ampit i, al damunt, tenen un arc fet de maó tapiat. Els cossos annexos de darrere aprofiten el desnivell. A la finestra de l'esquerra hi ha gravada la data de 1726.

## Història
En el fogatge de 1553 apareix documentat Garau Cuch. Segons els documents conservats a la parròquia, la casa ja existia el segle XIV i, possiblement, amb anterioritat. Els orígens precisos de l'actual construcció són desconeguts, però a principis del segle xviii va tenir una important reforma o va ser aixecada de nou, tal com ho indiquen les dates gravades a les llindes.